# Richard L. Hanna
Richard Louis Hanna (ur. 25 stycznia 1951 w Utica, zm. 15 marca 2020 w hrabstwie Oneida) – amerykański polityk, członek Partii Republikańskiej.

## Działalność polityczna
W okresie od 3 stycznia 2011 do 3 stycznia 2013 przez jedną kadencję był przedstawicielem 24. okręgu, a następnie do 3 stycznia 2017 przez dwie kadencje 22. okręgu wyborczego w stanie Nowy Jork w Izbie Reprezentantów Stanów Zjednoczonych.